# CM Водолея
CM Водолея (лат. CM Aquarii) — одиночная переменная звезда в созвездии Водолея на расстоянии (вычисленном из значения параллакса) приблизительно 17239 световых лет (около 5285 парсеков) от Солнца. Видимая звёздная величина звезды — от +14m до +13,3m.

## Характеристики
CM Водолея — жёлто-белая пульсирующая переменная звезда типа RR Лиры (RRC:) спектрального класса F. Эффективная температура — около 7424 К.